# Brumunddal Station
Brumundal Station (Brumunddal stasjon) er en jernbanestation på Dovrebanen, der ligger midt i byen Brumunddal i Ringsaker kommune i Norge. Stationen består af nogle få spor, to perroner og en stationsbygning i gulmalet træ, der er opført efter tegninger af Paul Due.
Stationen åbnede 15. november 1894, da banen mellem Hamar og Tretten stod færdig. Oprindeligt hed den Brumunddalen, men den skiftede navn til Brumunddal 1. september 1922. Stationen blev fjernstyret 29. april 1966.